# 라파토나 FC
라파토나 FC(Rapatona FC)는 파푸아뉴기니의 축구팀이다. 포트모르즈비에 있다. 보험회사 INSPAC이 소유하고 있다. 포트모르즈비를 연고지로 1982년 창단한 파푸아뉴기니의 축구 클럽이다.
이 클럽은 파푸아뉴기니 내셔널 축구 리그에서 경쟁한 최초의 팀 중 하나였으며, 2007-08년 두 번째 시즌에 리그에 합류했으며, 4년 동안의 경쟁에서 챔피언십 플레이오프 자격을 한 번도 잃지 않고 그랜드에 도달했다. 2008-09 시즌 결승전. 그들은 또한 파푸아 뉴기니 내셔널 클럽 챔피언십에서 두 차례에 걸쳐 2위를 차지했으며, 1989년과 2004년에 지역 포트 모르즈비 프리미어 리그에서 두 번 우승했다.
이 클럽은 가장 최근에 2016년 말 파푸아뉴기니 축구 협회에서 탈퇴한 2017년 파푸아뉴기니 내셔널 프리미어 리그에 참가했다. 남부 컨퍼런스에서 최하위를 기록했다.